# Klinisk entitet
Klinisk entitet, engelska clinical entity, är en medicinsk term som betecknar ett tillstånd som avgränsats för att kunna diagnosticeras och behandlas. Avgränsningen sker genom att ange vilka symtom, sjukdomstecken och testresultat som skall föreligga vid den kliniska entiteten. I det internationella klassificeringssystemet av sjukdomar, ICD, listas alla kliniska entiteter och i rubriken för respektive klinisk entitet ges den så kallade ICD-koden som används vid diagnos.
Den kliniska entiteten hänger nära ihop med diagnosen. Diagnosen är det som sker i det enskilda fallet, när läkaren utvärderar resultaten av sin kliniska undersökning och konstaterar att patienten uppfyller de symtom, sjukdomstecken och testresultat som definierar den kliniska entitet som anges i diagnosen.
Ett annat sätt att beskriva den kliniska entiteten är att den betecknar en grupp patienter som är homogen och uppvisar inbördes likheter i den sjukdomsbild som får patienterna att söka läkarvård. Det råder delade meningar om vilka krav på homogenitet som skall ställas för att tillståndet hos en grupp patienter skall betraktas som en klinisk entitet.
Begreppet klinisk entitet är nära förbundet med begreppet sjukdom, men eftersom den kliniska entiteten utgår från det kliniska perspektivet och betecknar en homogen grupp patienter snarare än en entydig sjukdomsprocess är de inte synonyma. En klinisk entitet kan till exempel avse en grupp patienter med okänd(a) sjukdomsprocess(er) som manifesteras på ett likartat sätt eller en undergrupp av patienter till en sjukdom som manifesteras på ett heterogent sätt.
Ibland använder man termen diagnostisk entitet (engelska diagnostic entity) istället för klinisk entitet, med ungefär samma betydelse.